# Orlam
Oorlam (Orlaam, Orlam, Oorlams, Orlams, Orlamse Hottentot) is een etnische benaming voor een bevolkingsgroep die afstamt van Nama of Khoikhoivrouwen en van Nederlandse vaders, meestal boeren uit de Kaapkolonie. De Oorlam leven overwegend in Namibië en zijn tegenwoordig grotendeels geassimileerd met de Nama. Ze zijn verwant aan de Basters en de Griekwa.

## Geschiedenis
De autochtone Khoikhoi of Nama leefden al eeuwenlang in Namakwaland, een gebied gelegen tussen Namibië en Zuid-Afrika. De Oorlam-gemeenschappen kwamen uit zuidelijke gebieden in de Kaapkolonie, en migreerden pas eind 18e eeuw naar Namakwaland. Dit omdat hun leefgebied door Nederlandse kolonisten werd geannexeerd. Ook werden zij aangetrokken door handel en vonden ze vruchtbare grond voor landbouw en vee. Later trokken zij verder naar het noorden in Namibië, waar de huidige hoofdstad Windhoek gesticht werd.
De bekendste Oorlam waren Jager Afrikaner en zijn zoon Jonker Afrikaner uit Transgariep. Toen de Boeren hun invloed en macht steeds verder uitbreidden richting het noorden bracht Jonker Afrikaner zijn volk naar Namakwaland, waar ze een geweldige overmacht vormde en de Nama en de Herero overheersten.

## Clans
De Oorlam worden opgedeeld in verschillende clans, waaronder Witbooi en Amraal (genoemd naar de achternamen van de leiders), en Berseba en Bethanie (genoemd naar de bijbelse plaatsnamen Berseba en Bethanië). De vijf hoofdgroepen van de Orlam die zich vanaf circa 1770 vanuit het zuiden in Namibië vestigden zijn:
- De ǀAixaǀaen (Orlam Afrikaners), onder leiding van Jonker Afrikaner de eersten die zich vanuit de Kaap in Namibië vestigden; stichters van Windhoek.
- De ǃAman (Bethanië Orlam), gevestigd in Bethanië.
- De Kaiǀkhauan (Khauas Nama), gevestigd in Naosanabis (thans Leonardville) maar eind 19e eeuw verdreven door Duitse Schutztruppe.
- De ǀHaiǀkhauan (Berseba Orlam), gevestigd in Berseba.

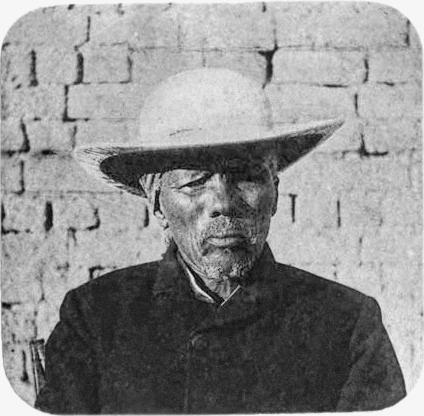
Hendrik Witbooi

- De ǀKhowesin (Witbooi Orlam), gevestigd in Gibeon

N.B.: Het letterteken ǀ of ǃ voor de naam staat voor de klik-klank.